# Saison 2024-2025 du FC Porto
Maillots
Dernière mise à jour : 24 juin 2025.
Chronologie
Saison précédente Saison suivante
La saison 2024-2025 du FC Porto est la 91e saison du club en Primeira Liga. Elle voit le club disputer six compétitions : le championnat du Portugal, la Coupe du Portugal, la Supercoupe du Portugal, la Coupe de la Ligue, la Ligue Europa et Coupe du Monde des clubs.
Après quarante-deux années sous la direction de Jorge Nuno Pinto da Costa, c'est désormais sous la direction du nouveau président élu, André Villas-Boas, que le FC Porto va lancer cette nouvelle saison. Nouveau président, nouvel entraîneur. C'est Vítor Bruno, prédédemment entraîneur-adjoint de Sérgio Conceição, qui est nommé à la tête des Dragões. À la suite de la défaite sur la pelouse du Gil Vicente FC, le 19 janvier 2025, il est démis de ses fonctions d'entraîneur dans la nuit et est remplacé par José Tavares, coordinateur de la formation du FC Porto, chargé d'assurer l'intérim jusqu'à l'arrivée d'un nouvel entraîneur. Le 27 janvier, le club annonce l'arrivée de l'entraîneur argentin Martín Anselmi en provenance de Cruz Azul.

## Préparation d'avant-saison
La date de la reprise de l'entraînement ainsi que des habituels tests médicaux en vue de la préparation de la saison 2024-2025 est fixée au lundi 1er juillet. Les joueurs ainsi les équipes techniques et médicales sont attendus au centre d'entraînement et formation sportive PortoGaia, à Olival (en portugais: Centro de Treino e Formação Desportiva PortoGaia). C'est au sein de son QG que le FC Porto dispute ses trois premiers matchs de préparation - d'abord face aux pensionnaires de troisième division nationale, l'AD Sanjoanense (désistement de "dernière minute" du Varzim SC qui devait initialement disputer la rencontre), puis face aux relégués de la précédente édition de Primeira Liga, le GD Chaves, et enfin face au promu de la nouvelle saison de l'élite du football portugais, le CD Nacional - avant de s'envoler pour l'Autriche, entre le 15 et le 24 juillet, et poursuivre sa pré-saison par un stage à Bad Tatzmannsdorf. Trois nouveaux matchs sont inscrits au programme de ce séjour en commençant par une rencontre avec le club qatari du Al-Arabi SC puis deux oppositions avec les équipes locales du FK Austria Vienne et du champion d'Autriche, le SK Sturm Graz. À noter qu'une rencontre amicale à huis clos se tient le lendemain de la victoire face à l'Austria Vienne contre le club hongrois du FC Tatabánya. La pré-saison se termine le 28 juillet par le traditionnel match de présentation aux sócios face au club saoudien d'Al-Nassr au Estádio do Dragão.

## Transferts

### Transferts estivaux
| Nom                 | Poste     | Transfert               | Montant     | Provenance/Destination | Division         |
| ------------------- | --------- | ----------------------- | ----------- | ---------------------- | ---------------- |
| Arrivées            |           |                         |             |                        |                  |
| Nehuén Pérez        | Défenseur | Prêt payant (avec OA)   | 4,1 M€      | Udinese Calcio         | Serie A          |
| Tiago Djaló         | Défenseur | Prêt                    | -           | Juventus FC            | Serie A          |
| David Carmo         | Défenseur | Retour de prêt          | -           | Olympiakós FC          | Super League     |
| David Vinhas        | Défenseur | Retour de prêt          | -           | SC Vianense            | Liga 3           |
| Felipe Silva        | Défenseur | Prêt (avec OA)          | -           | Gil Vicente FC         | Primeira Liga    |
| Francisco Moura     | Défenseur | Transfert               | 5 M€        | FC Famalicão           | Primeira Liga    |
| Kaio Henrique       | Défenseur | Fin de contrat          | -           | SC Corinthians         | Série A          |
| Mamadou Loum        | Milieu    | Retour de prêt          | -           | Al-Raed                | Saudi Pro League |
| André Castro        | Milieu    | Résiliation à l'amiable | -           | Moreirense FC          | Primeira Liga    |
| Domingos Andrade    | Milieu    | Transfert               | 250 000€    | FC Felgueiras 1932     | Liga 3           |
| Ussumane Djaló      | Milieu    | Retour de prêt          | -           | Southampton FC         | Championship     |
| Fábio Vieira        | Milieu    | Prêt                    | -           | Arsenal FC             | Premier League   |
| Fran Navarro        | Attaquant | Retour de prêt          | -           | Olympiakós FC          | Super League     |
| Francisco Conceição | Attaquant | Transfert (OA levée)    | 10 M€       | AFC Ajax               | Eredivisie       |
| Brayan Caicedo      | Attaquant | Transfert               | 500 000€    | Leones FC              | Primera B        |
| Ángel Alarcón       | Attaquant | Résiliation à l'amiable | -           | FC Barcelone           | LaLiga           |
| Samu Aghehowa       | Attaquant | Transfert               | 15 M€       | Atlético de Madrid     | LaLiga           |
| Deniz Gül           | Attaquant | Transfert               | 4,5 M€ HB   | Hammarby IF            | Allsvenskan      |
| Départs             |           |                         |             |                        |                  |
| Francisco Meixedo   | Gardien   | Résiliation à l'amiable | -           | CF Estrela da Amadora  | Primeira Liga    |
| Jorge Sánchez       | Défenseur | Retour de prêt          | -           | AFC Ajax               | Eredivisie       |
| Rodrigo Pinheiro    | Défenseur | Fin de contrat          | -           | FC Famalicão           | Primeira Liga    |
| Pepe                | Défenseur | Fin de contrat          | -           | Fin de carrière        |                  |
| João Marcelo        | Défenseur | Transfert (OA levée)    | 1,5 M€      | Cruzeiro EC            | Série A          |
| Romain Correia      | Défenseur | Fin de contrat          | -           | CS Marítimo            | Segunda Liga     |
| Fábio Cardoso       | Défenseur | Prêt payant (avec OA)   | 1 M€        | Al-Ain FC              | UAE Pro League   |
| David Carmo         | Défenseur | Transfert               | 11 M€ HB    | Nottingham Forest FC   | Premier League   |
| João Mendes         | Défenseur | Fin de contrat          | -           | Vitória SC             | Primeira Liga    |
| Mamadou Loum        | Milieu    | Résiliation à l'amiable | -           | FC Arouca              | Primeira Liga    |
| Bernardo Folha      | Milieu    | Fin de contrat          | -           | Al-Wahda FC            | UAE Pro League   |
| Gui Guedes          | Milieu    | Retour de prêt          | -           | UD Almería             | LaLiga 2         |
| Sidnei Tavares      | Milieu    | Fin de contrat          | -           | Moreirense FC          | Primeira Liga    |
| Braíma Sambú        | Milieu    | Transfert               | 130 000€ HB | US Triestina           | Serie C          |
| Romário Baró        | Milieu    | Prêt payant (avec OA)   | 150 000€ HB | FC Bâle                | Super League     |
| Francisco Conceição | Attaquant | Prêt payant             | 7 M€ HB     | Juventus FC            | Serie A          |
| Luan Brito          | Attaquant | Retour de prêt          | -           | Fluminense FC          | Série A          |
| Kennyd              | Attaquant | Retour de prêt          | -           | Goiás EC               | Série B          |
| Úmaro Candé         | Attaquant | Fin de contrat          | -           | SM Caen                | Ligue 2          |
| Wendel Silva        | Attaquant | Prêt payant (avec OA)   | 500 000€    | Santos FC              | Série B          |
| Mehdi Taremi        | Attaquant | Fin de contrat          | -           | FC Internazionale      | Serie A          |
| Evanilson           | Attaquant | Transfert               | 37 M€ HB    | AFC Bournemouth        | Premier League   |
| Toni Martínez       | Attaquant | Transfert               | 2 M€ HB     | Deportivo Alavés       | LaLiga           |

### Transferts hivernaux
| Nom                 | Poste     | Transfert               | Montant  | Provenance/Destination  | Division         |
| ------------------- | --------- | ----------------------- | -------- | ----------------------- | ---------------- |
| Arrivées            |           |                         |          |                         |                  |
| João Moreira,       | Défenseur | Prêt (avec OA)          | -        | São Paulo FC            | Série A          |
| Tomás Pérez         | Milieu    | Transfert               | 3 M€ HB  | Newell's Old Boys       | Primera División |
| Gabriel Veron       | Attaquant | Retour de prêt          | -        | Cruzeiro EC             | Série A          |
| William Gomes,      | Attaquant | Transfert               | 9 M€     | São Paulo FC            | Série A          |
| Trofim Melnitchenko | Attaquant | Transfert               | 380 000€ | FK Dinamo Minsk         | Vycheïchaïa Liha |
| Leonardo Vonić      | Attaquant | Transfert               | 500 000€ | Rot-Weiss Essen         | 3. Liga          |
| Départs             |           |                         |          |                         |                  |
| Eric Pimentel       | Défenseur | Résiliation à l'amiable | -        | Torpedo Koutaïssi       | Erovnuli Liga    |
| David Vinhas        | Défenseur | Prêt                    | -        | FC Oliveira do Hospital | Liga 3           |
| Wendell             | Défenseur | Résiliation à l'amiable | -        | São Paulo FC            | Série A          |
| Adramane Cassamá    | Défenseur | Résiliation à l'amiable | -        | AC Oulu                 | Veikkausliiga    |
| Nico González       | Milieu    | Transfert               | 60 M€    | Manchester City FC      | Premier League   |
| Iván Jaime          | Attaquant | Prêt (avec OA)          | -        | Valence CF              | LaLiga           |
| Wenderson Galeno    | Attaquant | Transfert               | 50 M€    | Al-Ahli FC              | Saudi Pro League |
| Gabriel Veron       | Attaquant | Prêt (avec OA)          | -        | Santos FC               | Série A          |
| Fran Navarro        | Attaquant | Prêt payant (avec OA)   | 300 000€ | SC Braga                | Primeira Liga    |
| Wendel Silva        | Attaquant | Prêt payant (avec OA)   | 250 000€ | CD Santa Clara          | Primeira Liga    |

### Période de transferts spéciale
En raison de la Coupe du Monde des clubs, qui se tient du 14 juin au 13 juillet 2025, la FIFA a ouvert deux périodes de transferts exceptionnelles afin de permettre aux équipes qualifiées de se renforcer pour la compétition. La première fenêtre ouvre le 1er juin et se ferme le 10 du même mois. La deuxième sera ouverte du 27 juin au 3 juillet, pour les clubs qualifiés pour la phase à élimination directe.
| Nom         | Poste  | Transfert | Montant  | Provenance/Destination | Division         |
| ----------- | ------ | --------- | -------- | ---------------------- | ---------------- |
| Arrivées    |        |           |          |                        |                  |
| Gabri Veiga | Milieu | Transfert | 15 M€ HB | Al-Ahli FC             | Saudi Pro League |
| Départs     |        |           |          |                        |                  |

## Effectif
En grisé, les sélections de joueurs internationaux chez les jeunes mais n'ayant jamais été appelés aux échelons supérieurs une fois l'âge-limite dépassé ou les joueurs ayant pris leur retraite internationale.

### Prolongations de contrat
Le 11 juin, le FC Porto annonce la prolongation de contrat de son gardien remplaçant, Cláudio Ramos, jusqu'en 2027. 
 Le 9 juillet, la jeune promesse du club, Rodrigo Mora, âgé de 17 ans, paraphe un nouveau contrat avec les Dragões jusqu'en juin 2027. 
 Le 25 juillet, c'est au tour d'une autre jeune promesse du centre de formation portista, Vasco Sousa, de signer un nouveau contrat jusqu'en 2027 avec le FC Porto. Le club annonce par la même occasion qu'il intègre l'équipe principale. 
 Le 5 août, le club annonce la prolongation de contrat d'Anhá Candé, avant-centre de 16 ans, jusqu'en juin 2027. Déjà utilisé à de nombreuses reprises en équipe B la saison dernière alors qu'il faisait partie de l'effectif des moins de 19 ans du club, il intègre cette saison le groupe de João Brandão en Segunda Liga. 
 Le 19 août, l'attaquant brésilien de l'équipe B, Wendel Silva, prolonge son contrat d'un an avant de s'envoler pour le Brésil défendre les couleurs du Santos FC en prêt d'un an avec option d'achat. 
 Le 29 août, le défenseur central Zé Pedro se voit offrir une prolongation de contrat d'un an. 
 Le 23 octobre, le FC Porto annonce la prolongation de contrat de Martim Cunha, jeune latéral gauche de 17 ans évoluant en équipe B, jusqu'en 2028. 
 Le 2 avril 2025, André Oliveira, milieu de terrain du FC Porto B, prolonge son contrat avec les Dragões jusqu'en 2030. 
 Le lendemain, c'est au tour du jeune défenseur central de l'équipe B, Luís Gomes, de prolonger pour cinq ans son contrat avec le club. 
 Le 7 mai, deux jours après avoir fêté ses dix-huit ans, Rodrigo Mora signe un nouveau contrat avec son club formateur pour une durée de cinq ans. 
 Le 29 mai, André Villas-Boas confirme aux médias la prolongation de contrat de Alan Varela. Plus tard dans l'après-midi, l'annonce officielle du club tombe: le milieu argentin prolonge jusqu'en 2030.
| Nom            | Nationalité   | Position  | Fin du précédent contrat | Durée de prolongation | Nouvelle fin de contrat |
| -------------- | ------------- | --------- | ------------------------ | --------------------- | ----------------------- |
| Cláudio Ramos  | Portugal      | Gardien   | juin 2024                | 3 ans                 | juin 2027               |
| Rodrigo Mora   | Portugal      | Attaquant | juin 2026                | 1 an                  | juin 2027               |
| Vasco Sousa    | Portugal      | Milieu    | juin 2025                | 2 ans                 | juin 2027               |
| Anhá Candé     | Guinée-Bissau | Attaquant | juin 2025                | 2 ans                 | juin 2027               |
| Wendel Silva   | Brésil        | Attaquant | juin 2026                | 1 an                  | juin 2027               |
| Zé Pedro       | Portugal      | Défenseur | juin 2026                | 1 an                  | juin 2027               |
| Martim Cunha   | Portugal      | Défenseur | juin 2025                | 3 ans                 | juin 2028               |
| André Oliveira | Portugal      | Milieu    | juin 2025                | 5 ans                 | juin 2030               |
| Luís Gomes     | Portugal      | Défenseur | juin 2025                | 5 ans                 | juin 2030               |
| Rodrigo Mora   | Portugal      | Attaquant | juin 2027                | 3 ans                 | juin 2030               |
| Alan Varela    | Argentine     | Milieu    | juin 2028                | 2 ans                 | juin 2030               |

## Compétitions

### Liste des rencontres de la saison
| Compétition         | J./Tour | Date              | Heure | Domicile              | Rés. | Extérieur             | Cl.  |
| ------------------- | ------- | ----------------- | ----- | --------------------- | ---- | --------------------- | ---- |
| Supercoupe          | F/TN    | 3 août 2024       | 21:15 | Sporting CP           | 3-4  | FC Porto              | a.p. |
| Liga Portugal       | 1       | 10 août 2024      | 21:30 | FC Porto              | 3-0  | Gil Vicente FC        | 2e   |
| Liga Portugal       | 2       | 16 août 2024      | 18:00 | CD Santa Clara        | 0-2  | FC Porto              | 2e   |
| Liga Portugal       | 3       | 24 août 2024      | 19:00 | FC Porto              | 2-0  | Rio Ave FC            | 2e   |
| Liga Portugal       | 4       | 31 août 2024      | 21:30 | Sporting CP           | 2-0  | FC Porto              | 2e   |
| Liga Portugal       | 5       | 15 septembre 2024 | 16:30 | FC Porto              | 2-1  | SC Farense            | 2e   |
| Liga Portugal       | 6       | 21 septembre 2024 | 19:00 | Vitória SC            | 0-3  | FC Porto              | 2e   |
| C3                  | 1       | 25 septembre 2024 | 18:45 | FK Bodø/Glimt         | 3-2  | FC Porto              | 25e  |
| Liga Portugal       | 7       | 29 septembre 2024 | 19:00 | FC Porto              | 4-0  | FC Arouca             | 2e   |
| C3                  | 2       | 3 octobre 2024    | 21:00 | FC Porto              | 3-3  | Manchester United FC  | 24e  |
| Liga Portugal       | 8       | 6 octobre 2024    | 21:30 | FC Porto              | 2-1  | SC Braga              | 2e   |
| Coupe du Portugal   | 1/32    | 20 octobre 2024   | 18:00 | SU Sintrense          | 0-3  | FC Porto              | -    |
| C3                  | 3       | 24 octobre 2024   | 21:00 | FC Porto              | 2-0  | TSG 1899 Hoffenheim   | 15e  |
| Liga Portugal       | 9       | 28 octobre 2024   | 21:15 | AVS Futebol           | 0-5  | FC Porto              | 2e   |
| Coupe de la Ligue * | 1/4/TN  | 31 octobre 2024   | 21:45 | FC Porto              | 2-0  | Moreirense FC         | -    |
| Liga Portugal       | 10      | 3 novembre 2024   | 21:30 | FC Porto              | 4-0  | GD Estoril Praia      | 2e   |
| C3                  | 4       | 7 novembre 2024   | 21:00 | SS Lazio              | 2-1  | FC Porto              | 22e  |
| Liga Portugal       | 11      | 10 novembre 2024  | 21:45 | SL Benfica            | 4-1  | FC Porto              | 2e   |
| Coupe du Portugal   | 1/16    | 24 novembre 2024  | 18:00 | Moreirense FC         | 2-1  | FC Porto              | -    |
| C3                  | 5       | 28 novembre 2024  | 18:45 | RSC Anderlecht        | 2-2  | FC Porto              | 23e  |
| Liga Portugal       | 12      | 2 décembre 2024   | 21:45 | FC Porto              | 2-0  | Casa Pia AC           | 2e   |
| Liga Portugal       | 13      | 7 décembre 2024   | 21:30 | FC Famalicão          | 1-1  | FC Porto              | 3e   |
| C3                  | 6       | 12 décembre 2024  | 21:00 | FC Porto              | 2-0  | FC Midtjylland        | 18e  |
| Liga Portugal       | 14      | 16 décembre 2024  | 21:15 | FC Porto              | 2-0  | CF Estrela da Amadora | 3e   |
| Liga Portugal       | 15      | 21 décembre 2024  | 21:30 | Moreirense FC         | 0-3  | FC Porto              | 3e   |
| Liga Portugal       | 16      | 28 décembre 2024  | 21:30 | FC Porto              | 4-0  | Boavista FC           | 2e   |
| Coupe de la Ligue   | 1/2/TN  | 7 janvier 2025    | 20:45 | Sporting CP           | 1-0  | FC Porto              | -    |
| Liga Portugal       | 17 *    | 12 janvier 2025   | 16:30 | CD Nacional           | 2-0  | FC Porto              | 2e   |
| Liga Portugal       | 18      | 19 janvier 2025   | 21:30 | Gil Vicente FC        | 3-1  | FC Porto              | 3e   |
| C3                  | 7       | 23 janvier 2025   | 18:45 | FC Porto              | 0-1  | Olympiakós FC         | 25e  |
| Liga Portugal       | 19      | 26 janvier 2025   | 19:00 | FC Porto              | 1-1  | CD Santa Clara        | 3e   |
| C3                  | 8       | 30 janvier 2025   | 21:00 | Maccabi Tel-Aviv FC   | 0-1  | FC Porto              | 18e  |
| Liga Portugal       | 20      | 3 février 2025    | 21:45 | Rio Ave FC            | 2-2  | FC Porto              | 3e   |
| Liga Portugal       | 21      | 7 février 2025    | 21:15 | FC Porto              | 1-1  | Sporting CP           | 3e   |
| C3                  | Barr. A | 13 février 2025   | 21:00 | FC Porto              | 1-1  | AS Rome               | -    |
| Liga Portugal       | 22      | 16 février 2025   | 19:00 | SC Farense            | 0-1  | FC Porto              | 3e   |
| C3                  | Barr. R | 20 février 2025   | 18:45 | AS Rome               | 3-2  | FC Porto              | -    |
| Liga Portugal       | 23      | 24 février 2025   | 21:15 | FC Porto              | 1-1  | Vitória SC            | 3e   |
| Liga Portugal       | 24      | 1er mars 2025     | 19:00 | FC Arouca             | 0-2  | FC Porto              | 3e   |
| Liga Portugal       | 25      | 8 mars 2025       | 21:30 | SC Braga              | 1-0  | FC Porto              | 3e   |
| Liga Portugal       | 26      | 15 mars 2025      | 19:00 | FC Porto              | 2-0  | AVS Futebol           | 3e   |
| Liga Portugal       | 27      | 30 mars 2025      | 19:00 | GD Estoril Praia      | 1-2  | FC Porto              | 3e   |
| Liga Portugal       | 28      | 6 avril 2025      | 21:30 | FC Porto              | 1-4  | SL Benfica            | 4e   |
| Liga Portugal       | 29      | 12 avril 2025     | 21:30 | Casa Pia AC           | 0-1  | FC Porto              | 4e   |
| Liga Portugal       | 30      | 18 avril 2025     | 19:00 | FC Porto              | 2-1  | FC Famalicão          | 4e   |
| Liga Portugal       | 31      | 26 avril 2025     | 21:30 | CF Estrela da Amadora | 2-0  | FC Porto              | 4e   |
| Liga Portugal       | 32      | 2 mai 2025        | 21:15 | FC Porto              | 3-1  | Moreirense FC         | 3e   |
| Liga Portugal       | 33      | 11 mai 2025       | 21:30 | Boavista FC           | 1-2  | FC Porto              | 3e   |
| Liga Portugal       | 34      | 17 mai 2025       | 19:00 | FC Porto              | 3-0  | CD Nacional           | 3e   |
| Coupe du Monde      | 1       | 16 juin 2025      | 00:00 | SE Palmeiras          | 0-0  | FC Porto              | 2e   |
| Coupe du Monde      | 2       | 19 juin 2025      | 21:00 | Inter Miami CF        | 2-1  | FC Porto              | 3e   |
| Coupe du Monde      | 3       | 24 juin 2025      | 03:00 | FC Porto              | 4-4  | Al Ahly SC            | 3e   |

* Le quart de finale de Coupe de la Ligue du 31 octobre face à Moreirense est délocalisé sur terrain neutre, à Aveiro, à la suite d'une interdiction de la tenue du match au Estádio do Dragão par le Conseil de Discipline de la Fédération Portugaise de Football. Cette sanction fait suite à des incidents en tribune lors de la rencontre Moreirense - FC Porto de la première journée du championnat 2023-2024, impliquant des supporters du FC Porto.
 
 * La rencontre de la 17e journée du championnat, Nacional - FC Porto, du 03 janvier 2025, a été suspendue et reportée au mercredi 15 janvier 2025 en raison des conditions météorologiques défavorables (brouillard). À la suite de l'élimination du FC Porto de la Coupe de la Ligue, cette rencontre est de nouveau reprogrammée au dimanche 12 janvier 2025.

### Supercoupe du Portugal
La Supercoupe du Portugal 2024 est la 46e édition de la Supercoupe du Portugal.

### Primeira Liga
La saison 2024-2025 de Primeira Liga est la 91e édition du championnat du Portugal de football. La saison débute en août 2024 et se terminera en mai 2025.

#### Classement
| Rang | Équipe                | Pts | J  | G  | N  | P  | Bp | Bc | Diff \|\| Qualification ou relégation |                                                                             |
| ---- | --------------------- | --- | -- | -- | -- | -- | -- | -- | ------------------------------------- | --------------------------------------------------------------------------- |
| 1    | Sporting CP           | 82  | 34 | 25 | 7  | 2  | 88 | 27 | +61                                   | Qualification pour la phase de ligue de la Ligue des champions              |
| 2    | SL Benfica            | 80  | 34 | 25 | 5  | 4  | 84 | 28 | +56                                   | Qualification pour le 3e tour de qualification de la Ligue des champions    |
| 3    | FC Porto              | 71  | 34 | 22 | 5  | 7  | 65 | 30 | +35                                   | Qualification pour la phase de ligue de la Ligue Europa                     |
| 4    | SC Braga              | 66  | 34 | 19 | 9  | 6  | 55 | 30 | +25                                   | Qualification pour le deuxième tour de qualification de la Ligue Europa     |
| 5    | CD Santa Clara        | 57  | 34 | 17 | 6  | 11 | 36 | 32 | +4                                    | Qualification pour le deuxième tour de qualification de la Ligue Conférence |
| 6    | Vitória SC            | 54  | 34 | 14 | 12 | 8  | 47 | 37 | +10                                   |                                                                             |
| 7    | FC Famalicão          | 47  | 34 | 12 | 11 | 11 | 44 | 39 | +5                                    |                                                                             |
| 8    | GD Estoril Praia      | 46  | 34 | 12 | 10 | 12 | 48 | 53 | -5                                    |                                                                             |
| 9    | Casa Pia AC           | 45  | 34 | 12 | 9  | 13 | 39 | 44 | -5                                    |                                                                             |
| 10   | Moreirense FC         | 40  | 34 | 10 | 10 | 14 | 42 | 50 | -8                                    |                                                                             |
| 11   | Rio Ave FC            | 38  | 34 | 9  | 11 | 14 | 39 | 55 | -16                                   |                                                                             |
| 12   | FC Arouca             | 38  | 34 | 9  | 11 | 14 | 35 | 49 | -14                                   |                                                                             |
| 13   | Gil Vicente FC        | 34  | 34 | 8  | 10 | 16 | 34 | 47 | -13                                   |                                                                             |
| 14   | CD Nacional           | 34  | 34 | 9  | 7  | 18 | 32 | 50 | -18                                   |                                                                             |
| 15   | CF Estrela da Amadora | 29  | 34 | 7  | 8  | 19 | 24 | 50 | -26                                   |                                                                             |
| 16   | AVS Futebol           | 27  | 34 | 5  | 12 | 17 | 25 | 60 | -35                                   | Qualification pour le barrage de promotion/relégation                       |
| 17   | SC Farense            | 27  | 34 | 6  | 9  | 19 | 25 | 46 | -21                                   | Relégation en Segunda Liga                                                  |
| 18   | Boavista FC           | 24  | 34 | 6  | 6  | 22 | 24 | 59 | -35                                   | Relégation en Segunda Liga                                                  |

Mis à jour après les matchs joués, au 18 mai 2025. Source : Liga Portugal 
 
Critères de départage : 

1. Différence de buts générale 
 
2. Plus grand nombre de points sur confrontations directes 

3. Différence de buts particulière 

4. Plus grand nombre de buts dans les confrontations directes 
 
5. Plus grand nombre de buts à l’extérieur dans les confrontations directes 

6. Meilleure attaque générale 

7. Meilleure attaque à l’extérieur (général) 

8. Club ayant marqué le plus grand nombre de buts sur une rencontre de championnat 
 
9. Départage disciplinaire

#### Évolution du classement et des résultats
| Rang     | 2 | 2 | 2 | 2 | 2 | 2 | 2 | 2 | 2 | 2 | 2 | 2 | 3 | 3 | 3 | 2 | 2 | 3 | 3 | 3 | 3 | 3 | 3 | 3 | 3 | 3 | 3 | 4 | 4 | 4 | 4 | 3 | 3 | 3 | 0 |   |   |
| Résultat | V | V | V | D | V | V | V | V | V | V | D | V | N | V | V | V | D | D | N | N | N | V | N | V | D | V | V | D | V | V | D | V | V | V | — | — | — |

| Légende : | V = Victoire |  | N = Nul |  | D = Défaite |

### Ligue Europa
La Ligue Europa 2024-2025 est la 54e édition de la Ligue Europa. Le format de cette compétition est modifié à partir de cette saison.
La compétition passe de 32 à 36 équipes après les qualifications, la phase de groupes de huit poules étant remplacée par une phase de ligue unique.
Chaque club joue contre huit adversaires différents (quatre matches à domicile et quatre matches à l'extérieur). Les équipes sont réparties dans quatre chapeaux de 9 équipes selon leur indice UEFA. Chaque équipe affronte (sur un seul match) deux équipes de son propre chapeau, et deux équipes de chacun des autres chapeaux.

#### Phase de ligue

##### Classement
| Rang | Équipe               | Pts | J | G | N | P | Bp | Bc | Diff | Qualification ou relégation                                                           |
| ---- | -------------------- | --- | - | - | - | - | -- | -- | ---- | ------------------------------------------------------------------------------------- |
| 13   | Real Sociedad        | 13  | 8 | 4 | 1 | 3 | 13 | 9  | +4   | Qualification pour les Barrages de la phase à élimination directe (Tête de série)     |
| 14   | Galatasaray SK       | 13  | 8 | 3 | 4 | 1 | 19 | 16 | +3   | Qualification pour les Barrages de la phase à élimination directe (Tête de série)     |
| 15   | AS Rome              | 12  | 8 | 3 | 3 | 2 | 10 | 6  | +4   | Qualification pour les Barrages de la phase à élimination directe (Tête de série)     |
| 16   | Viktoria Plzeň       | 12  | 8 | 3 | 3 | 2 | 13 | 12 | +1   | Qualification pour les Barrages de la phase à élimination directe (Tête de série)     |
| 17   | Ferencváros TC       | 12  | 8 | 4 | 0 | 4 | 15 | 15 | 0    | Qualification pour les Barrages de la phase à élimination directe (Non tête de série) |
| 18   | FC Porto             | 11  | 8 | 3 | 2 | 3 | 13 | 11 | +2   | Qualification pour les Barrages de la phase à élimination directe (Non tête de série) |
| 19   | AZ Alkmaar           | 11  | 8 | 3 | 2 | 3 | 13 | 13 | 0    | Qualification pour les Barrages de la phase à élimination directe (Non tête de série) |
| 20   | FC Midjtjylland      | 11  | 8 | 3 | 2 | 3 | 9  | 9  | 0    | Qualification pour les Barrages de la phase à élimination directe (Non tête de série) |
| 21   | Union saint-gilloise | 11  | 8 | 3 | 2 | 3 | 8  | 8  | 0    | Qualification pour les Barrages de la phase à élimination directe (Non tête de série) |
| 22   | PAOK Salonique       | 10  | 8 | 3 | 1 | 4 | 12 | 10 | +2   | Qualification pour les Barrages de la phase à élimination directe (Non tête de série) |
| 23   | FC Twente            | 10  | 8 | 2 | 4 | 2 | 8  | 9  | −1   | Qualification pour les Barrages de la phase à élimination directe (Non tête de série) |

### Coupe du Portugal
La coupe du Portugal de football 2024-2025 est la 85e édition de la Coupe du Portugal, compétition à élimination directe jusqu'aux quarts de finale mettant aux prises des clubs de football amateurs et professionnels affiliés à la Fédération portugaise de football, qui l'organise conjointement avec les ligues régionales.

### Coupe de la Ligue
La Coupe de la Ligue portugaise de football 2024-2025 est la 18e édition de la Coupe de la Ligue.
Cette saison voit un nouveau format s'appliquer à la compétition. 8 équipes y prennent part à partir des quarts de finale, en match à élimination directe, dont les 6 meilleurs classés de la précédente édition de Primeira Liga et les 2 équipes promus de la précédente édition de la Segunda Liga.

### Coupe du Monde des clubs
La Coupe du monde des clubs de la FIFA 2025 est la 21e édition de la Coupe du monde des clubs de la FIFA et la première à être disputée par 32 clubs des six confédérations continentales. Elle se déroulera du 15 juin au 13 juillet 2025 aux États-Unis.

#### Matchs de préparation
Dans le cadre de la préparation à la compétition, le FC Porto prévoit deux rencontres amicales avant de s'envoler pour les États-Unis. Les Dragons sont invités au Maroc par le Wydad AC puis accueillent, au centre d'entraînement portista, les lettons du Riga FC.

### Bilan de la saison
| Championnat du Portugal | Ligue Europa                                                            | Coupe du Portugal                                 | Coupe de la Ligue                        | Supercoupe du Portugal                   | Coupe du Monde des clubs                   |
| ----------------------- | ----------------------------------------------------------------------- | ------------------------------------------------- | ---------------------------------------- | ---------------------------------------- | ------------------------------------------ |
| Troisième 71 points     | Barrages de la phase à élimination directe contre l'AS Rome (1-1) (3-2) | Seizièmes de finale contre le Moreirense FC (2-1) | Demi-finales contre le Sporting CP (1-0) | Vainqueur face au Sporting CP (3-4 a.p.) | Phase de groupes (Troisième - élimination) |
| 22V 5N 7D               | 3V 3N 4D                                                                | 1V 0N 1D                                          | 1V 0N 1D                                 | 1V 0N 0D                                 | 0V 2N 1D                                   |
| TOTAL : 28V 10N 14D     |                                                                         |                                                   |                                          |                                          |                                            |

## Statistiques

### Statistiques individuelles
(Mis à jour le 24 juin 2025) 
 (en italique, les joueurs ayant quitté le club en cours de saison)
| Num. | Nat. | Nom               | Championnat | Championnat | Championnat    | Championnat | Championnat  | Ligue Europa | Ligue Europa | Ligue Europa   | Ligue Europa | Ligue Europa | Coupe du Portugal | Coupe du Portugal | Coupe du Portugal | Coupe du Portugal | Coupe du Portugal | Coupe de la Ligue | Coupe de la Ligue | Coupe de la Ligue | Coupe de la Ligue | Coupe de la Ligue | Supercoupe du Portugal | Supercoupe du Portugal | Supercoupe du Portugal | Supercoupe du Portugal | Supercoupe du Portugal | Coupe du Monde | Coupe du Monde | Coupe du Monde | Coupe du Monde | Coupe du Monde | Total | Total       | Total          | Total  | Total        |
| Num. | Nat. | Nom               | M.j.        | But inscrit | Passe décisive | Averti      | Carton rouge | M.j.         | But inscrit  | Passe décisive | Averti       | Carton rouge | M.j.              | But inscrit       | Passe décisive    | Averti            | Carton rouge      | M.j.              | But inscrit       | Passe décisive    | Averti            | Carton rouge      | M.j.                   | But inscrit            | Passe décisive         | Averti                 | Carton rouge           | M.j.           | But inscrit    | Passe décisive | Averti         | Carton rouge   | M.j.  | But inscrit | Passe décisive | Averti | Carton rouge |
| ---- | ---- | ----------------- | ----------- | ----------- | -------------- | ----------- | ------------ | ------------ | ------------ | -------------- | ------------ | ------------ | ----------------- | ----------------- | ----------------- | ----------------- | ----------------- | ----------------- | ----------------- | ----------------- | ----------------- | ----------------- | ---------------------- | ---------------------- | ---------------------- | ---------------------- | ---------------------- | -------------- | -------------- | -------------- | -------------- | -------------- | ----- | ----------- | -------------- | ------ | ------------ |
| 99   |      | Diogo Costa       | 32          | 0           | 0              | 0           | 0            | 10           | 0            | 0              | 0            | 0            | 0                 | 0                 | 0                 | 0                 | 0                 | 0                 | 0                 | 0                 | 0                 | 0                 | 1                      | 0                      | 0                      | 0                      | 0                      | 0              | 0              | 0              | 0              | 0              | 43    | 0           | 0              | 0      | 0            |
| 14   |      | Cláudio Ramos     | 2           | 0           | 0              | 1           | 0            | 0            | 0            | 0              | 0            | 0            | 2                 | 0                 | 0                 | 0                 | 0                 | 2                 | 0                 | 0                 | 0                 | 0                 | 0                      | 0                      | 0                      | 0                      | 0                      | 3              | 0              | 0              | 0              | 0              | 9     | 0           | 0              | 1      | 0            |
| 94   |      | Samuel Portugal   | 0           | 0           | 0              | 0           | 0            | 0            | 0            | 0              | 0            | 0            | 0                 | 0                 | 0                 | 0                 | 0                 | 0                 | 0                 | 0                 | 0                 | 0                 | 0                      | 0                      | 0                      | 0                      | 0                      | 0              | 0              | 0              | 0              | 0              | 0     | 0           | 0              | 0      | 0            |
| 23   |      | João Mário        | 27          | 0           | 3              | 5           | 0            | 8            | 0            | 2              | 1            | 0            | 1                 | 0                 | 1                 | 0                 | 0                 | 2                 | 0                 | 0                 | 0                 | 0                 | 1                      | 0                      | 0                      | 0                      | 0                      | 3              | 0              | 0              | 0              | 0              | 42    | 0           | 6              | 6      | 0            |
| 52   |      | Martim Fernandes  | 25          | 0           | 6              | 5           | 0            | 5            | 0            | 0              | 0            | 0            | 2                 | 0                 | 0                 | 1                 | 0                 | 1                 | 0                 | 0                 | 0                 | 0                 | 1                      | 0                      | 0                      | 0                      | 0                      | 3              | 0              | 0              | 1              | 0              | 37    | 0           | 6              | 7      | 0            |
| 3    |      | Tiago Djaló       | 8           | 0           | 0              | 2           | 0            | 7            | 1            | 0              | 1            | 0            | 2                 | 1                 | 0                 | 1                 | 0                 | 0                 | 0                 | 0                 | 0                 | 0                 | 0                      | 0                      | 0                      | 0                      | 0                      | 0              | 0              | 0              | 0              | 0              | 17    | 2           | 0              | 4      | 0            |
| 24   |      | Nehuén Pérez      | 25          | 1           | 2              | 11          | 1            | 9            | 0            | 0              | 4            | 0            | 2                 | 0                 | 0                 | 1                 | 0                 | 2                 | 0                 | 0                 | 0                 | 0                 | 0                      | 0                      | 0                      | 0                      | 0                      | 1              | 0              | 0              | 1              | 0              | 39    | 1           | 2              | 17     | 1            |
| 97   |      | Zé Pedro          | 20          | 0           | 0              | 2           | 0            | 5            | 0            | 0              | 1            | 0            | 0                 | 0                 | 0                 | 0                 | 0                 | 1                 | 0                 | 0                 | 0                 | 0                 | 1                      | 0                      | 0                      | 0                      | 0                      | 3              | 0              | 0              | 0              | 0              | 30    | 0           | 0              | 3      | 0            |
| 5    |      | Iván Marcano      | 11          | 1           | 0              | 0           | 0            | 0            | 0            | 0              | 0            | 0            | 0                 | 0                 | 0                 | 0                 | 0                 | 0                 | 0                 | 0                 | 0                 | 0                 | 0                      | 0                      | 0                      | 0                      | 0                      | 3              | 0              | 0              | 0              | 0              | 14    | 1           | 0              | 0      | 0            |
| 4    |      | Otávio Ataíde     | 20          | 2           | 0              | 6           | 0            | 5            | 0            | 0              | 2            | 0            | 0                 | 0                 | 0                 | 0                 | 0                 | 1                 | 0                 | 0                 | 0                 | 0                 | 1                      | 0                      | 0                      | 1                      | 0                      | 1              | 0              | 0              | 0              | 0              | 28    | 2           | 0              | 9      | 0            |
| 12   |      | Zaidu Sanusi      | 3           | 0           | 0              | 0           | 0            | 2            | 0            | 0              | 0            | 0            | 0                 | 0                 | 0                 | 0                 | 0                 | 1                 | 0                 | 0                 | 0                 | 0                 | 0                      | 0                      | 0                      | 0                      | 0                      | 0              | 0              | 0              | 0              | 0              | 6     | 0           | 0              | 0      | 0            |
| 74   |      | Francisco Moura   | 27          | 3           | 10             | 2           | 0            | 9            | 1            | 1              | 3            | 0            | 2                 | 0                 | 0                 | 0                 | 0                 | 1                 | 0                 | 0                 | 0                 | 0                 | 0                      | 0                      | 0                      | 0                      | 0                      | 3              | 0              | 0              | 0              | 0              | 42    | 4           | 11             | 5      | 0            |
| 8    |      | Marko Grujić      | 2           | 0           | 0              | 0           | 0            | 2            | 0            | 0              | 0            | 0            | 0                 | 0                 | 0                 | 0                 | 0                 | 0                 | 0                 | 0                 | 0                 | 0                 | 1                      | 0                      | 0                      | 0                      | 0                      | 0              | 0              | 0              | 0              | 0              | 5     | 0           | 0              | 0      | 0            |
| 25   |      | Tomás Pérez       | 6           | 0           | 0              | 1           | 0            | 1            | 0            | 0              | 1            | 0            | 0                 | 0                 | 0                 | 0                 | 0                 | 0                 | 0                 | 0                 | 0                 | 0                 | 0                      | 0                      | 0                      | 0                      | 0                      | 1              | 0              | 0              | 0              | 0              | 8     | 0           | 0              | 2      | 0            |
| 6    |      | Stephen Eustáquio | 30          | 0           | 0              | 7           | 0            | 8            | 1            | 1              | 0            | 1            | 1                 | 0                 | 0                 | 0                 | 0                 | 2                 | 1                 | 0                 | 1                 | 0                 | 1                      | 0                      | 1                      | 0                      | 0                      | 3              | 0              | 0              | 0              | 0              | 45    | 2           | 2              | 8      | 1            |
| 22   |      | Alan Varela       | 31          | 0           | 2              | 9           | 0            | 9            | 0            | 0              | 2            | 0            | 2                 | 0                 | 1                 | 0                 | 0                 | 1                 | 0                 | 0                 | 0                 | 0                 | 1                      | 0                      | 0                      | 1                      | 0                      | 3              | 0              | 0              | 0              | 0              | 47    | 0           | 3              | 12     | 0            |
| 15   |      | Vasco Sousa       | 12          | 0           | 0              | 1           | 0            | 2            | 0            | 0              | 0            | 0            | 0                 | 0                 | 0                 | 0                 | 0                 | 0                 | 0                 | 0                 | 0                 | 0                 | 1                      | 0                      | 0                      | 0                      | 0                      | 0              | 0              | 0              | 0              | 0              | 15    | 0           | 0              | 1      | 0            |
| 17   |      | Gabri Veiga       | 0           | 0           | 0              | 0           | 0            | 0            | 0            | 0              | 0            | 0            | 0                 | 0                 | 0                 | 0                 | 0                 | 0                 | 0                 | 0                 | 0                 | 0                 | 0                      | 0                      | 0                      | 0                      | 0                      | 3              | 0              | 1              | 0              | 0              | 3     | 0           | 1              | 0      | 0            |
| 20   |      | André Franco      | 17          | 1           | 0              | 4           | 0            | 2            | 0            | 0              | 0            | 0            | 1                 | 0                 | 0                 | 0                 | 0                 | 2                 | 0                 | 0                 | 1                 | 0                 | 0                      | 0                      | 0                      | 0                      | 0                      | 1              | 0              | 0              | 0              | 0              | 23    | 1           | 0              | 5      | 0            |
| 10   |      | Fábio Vieira      | 26          | 4           | 4              | 7           | 0            | 9            | 1            | 1              | 0            | 0            | 2                 | 0                 | 0                 | 0                 | 0                 | 2                 | 0                 | 0                 | 1                 | 0                 | 0                      | 0                      | 0                      | 0                      | 0                      | 3              | 0              | 1              | 0              | 0              | 42    | 5           | 6              | 8      | 0            |
| 86   |      | Rodrigo Mora      | 23          | 10          | 4              | 3           | 0            | 5            | 0            | 0              | 0            | 0            | 2                 | 0                 | 0                 | 0                 | 0                 | 2                 | 0                 | 0                 | 0                 | 0                 | 0                      | 0                      | 0                      | 0                      | 0                      | 3              | 1              | 0              | 0              | 0              | 35    | 11          | 4              | 3      | 0            |
| 70   |      | Gonçalo Borges    | 26          | 2           | 3              | 6           | 1            | 7            | 0            | 0              | 1            | 0            | 1                 | 0                 | 1                 | 0                 | 0                 | 1                 | 0                 | 0                 | 0                 | 0                 | 1                      | 0                      | 1                      | 0                      | 0                      | 2              | 0              | 1              | 0              | 0              | 38    | 2           | 6              | 7      | 1            |
| 11   |      | Pepê              | 31          | 3           | 2              | 4           | 0            | 10           | 1            | 2              | 1            | 0            | 1                 | 1                 | 0                 | 0                 | 0                 | 1                 | 0                 | 0                 | 0                 | 0                 | 0                      | 0                      | 0                      | 0                      | 0                      | 2              | 1              | 0              | 0              | 0              | 45    | 6           | 4              | 5      | 0            |
| 7    |      | William Gomes     | 8           | 0           | 0              | 0           | 0            | 1            | 0            | 0              | 1            | 0            | 0                 | 0                 | 0                 | 0                 | 0                 | 0                 | 0                 | 0                 | 0                 | 0                 | 0                      | 0                      | 0                      | 0                      | 0                      | 2              | 1              | 0              | 0              | 0              | 11    | 1           | 0              | 1      | 0            |
| 19   |      | Danny Namaso      | 29          | 3           | 1              | 3           | 0            | 8            | 1            | 0              | 2            | 0            | 2                 | 0                 | 0                 | 0                 | 0                 | 1                 | 0                 | 0                 | 0                 | 0                 | 1                      | 0                      | 0                      | 0                      | 0                      | 1              | 0              | 1              | 0              | 0              | 42    | 4           | 2              | 5      | 0            |
| 27   |      | Deniz Gül         | 14          | 1           | 0              | 0           | 0            | 6            | 1            | 0              | 0            | 0            | 0                 | 0                 | 0                 | 0                 | 0                 | 2                 | 0                 | 0                 | 0                 | 0                 | 0                      | 0                      | 0                      | 0                      | 0                      | 1              | 0              | 0              | 0              | 0              | 23    | 2           | 0              | 0      | 0            |
| 9    |      | Samu Aghehowa     | 30          | 19          | 3              | 2           | 1            | 9            | 6            | 0              | 3            | 0            | 1                 | 0                 | 0                 | 0                 | 0                 | 2                 | 0                 | 0                 | 0                 | 0                 | 0                      | 0                      | 0                      | 0                      | 0                      | 3              | 2              | 0              | 0              | 0              | 45    | 27          | 3              | 5      | 1            |
| -    |      | David Carmo       | 0           | 0           | 0              | 0           | 0            | 0            | 0            | 0              | 0            | 0            | 0                 | 0                 | 0                 | 0                 | 0                 | 0                 | 0                 | 0                 | 0                 | 0                 | 1                      | 0                      | 0                      | 0                      | 0                      | 0              | 0              | 0              | 0              | 0              | 1     | 0           | 0              | 0      | 0            |
| -    |      | Wendell           | 1           | 0           | 0              | 0           | 0            | 0            | 0            | 0              | 0            | 0            | 1                 | 0                 | 0                 | 0                 | 0                 | 0                 | 0                 | 0                 | 0                 | 0                 | 0                      | 0                      | 0                      | 0                      | 0                      | 0              | 0              | 0              | 0              | 0              | 2     | 0           | 0              | 0      | 0            |
| -    |      | Nico González     | 17          | 5           | 2              | 6           | 1            | 7            | 1            | 2              | 3            | 0            | 2                 | 0                 | 0                 | 0                 | 0                 | 2                 | 0                 | 0                 | 1                 | 0                 | 1                      | 1                      | 0                      | 1                      | 0                      | 0              | 0              | 0              | 0              | 0              | 29    | 7           | 4              | 11     | 1            |
| -    |      | Iván Jaime        | 9           | 2           | 2              | 1           | 0            | 3            | 0            | 0              | 0            | 0            | 1                 | 1                 | 0                 | 0                 | 0                 | 1                 | 0                 | 0                 | 0                 | 0                 | 1                      | 1                      | 0                      | 0                      | 0                      | 0              | 0              | 0              | 0              | 0              | 15    | 4           | 2              | 1      | 0            |
| -    |      | Wenderson Galeno  | 18          | 8           | 0              | 4           | 0            | 8            | 1            | 1              | 0            | 0            | 2                 | 1                 | 1                 | 0                 | 0                 | 2                 | 0                 | 1                 | 0                 | 0                 | 1                      | 2                      | 0                      | 0                      | 0                      | 0              | 0              | 0              | 0              | 0              | 31    | 12          | 3              | 4      | 0            |
| -    |      | Evanilson         | 1           | 0           | 0              | 0           | 0            | 0            | 0            | 0              | 0            | 0            | 0                 | 0                 | 0                 | 0                 | 0                 | 0                 | 0                 | 0                 | 0                 | 0                 | 0                      | 0                      | 0                      | 0                      | 0                      | 0              | 0              | 0              | 0              | 0              | 1     | 0           | 0              | 0      | 0            |
| -    |      | Toni Martínez     | 1           | 0           | 0              | 0           | 0            | 0            | 0            | 0              | 0            | 0            | 0                 | 0                 | 0                 | 0                 | 0                 | 0                 | 0                 | 0                 | 0                 | 0                 | 0                      | 0                      | 0                      | 0                      | 0                      | 0              | 0              | 0              | 0              | 0              | 1     | 0           | 0              | 0      | 0            |
| -    |      | Fran Navarro      | 4           | 0           | 0              | 0           | 0            | 0            | 0            | 0              | 0            | 0            | 2                 | 0                 | 0                 | 0                 | 0                 | 0                 | 0                 | 0                 | 0                 | 0                 | 1                      | 0                      | 0                      | 0                      | 0                      | 0              | 0              | 0              | 0              | 0              | 7     | 0           | 0              | 0      | 0            |

## Affluence et télévision

### Retransmission télévisée
En France, BeIn Sports est le diffuseur du championnat national.
|  |  | Primeira Liga - BeIn Sports - SportTV - RTP - Triller TV+ - Sportdigital Fussball - ESPN Brasil |  | Coupe du Portugal - Aucun diffuseur - RTP et SportTV |  | Supercoupe du Portugal - Aucun diffuseur - RTP et SportTV |  | Coupe de la Ligue - Aucun diffuseur - SportTV |  | Ligue Europa - Canal+ - SportTV - TNT Sports |  | Coupe du Monde des clubs - DAZN - DAZN Portugal |

## Distinctions

### Septembre - Octobre
- Diogo Costa est élu gardien de but des mois de septembre et d'octobre par les entraîneurs de Liga Portugal Betclic récoltant 22,22% des voix[76].
- Francisco Moura est élu défenseur des mois de septembre et d'octobre par les entraîneurs de Liga Portugal Betclic récoltant 24,60% des voix[77].

### Décembre
- Nico González est élu milieu de terrain du mois de décembre par les entraîneurs de Liga Portugal Betclic récoltant 21,50% des voix[78].
- Samu Aghehowa est élu attaquant du mois de décembre par les entraîneurs de Liga Portugal Betclic[79].
- Vítor Bruno est élu entraîneur du mois de décembre de Liga Portugal Betclic récoltant 30,97% des voix[80].

### Avril
- Rodrigo Mora est élu milieu de terrain du mois d'avril par les entraîneurs de Liga Portugal Betclic récoltant 27,78% des voix[81].
- Rodrigo Mora est élu joueur du mois d'avril par les entraîneurs de Liga Portugal Betclic récoltant 19,84% des voix[82].

## Équipe réserve
Le FC Porto B est une équipe de football portugais, qui constitue en pratique l'équipe réserve du FC Porto. Fondé en 1996, il est dissous en 2006 puis recréé en 2012, à la suite de la décision d'accepter en Segunda Liga les équipes réserves des clubs de l’élite.